# Цуга Андрій
Андрій Цуга, (псевдо: «Мур», «Дуб») (нар. 1914, с. Малий Березний, Ужанський комітат, Австро-Угорська імперія — пом. грудень 1945, ? м. Мукачево, Закарпатська Україна) — окружний провідник ОУН Закарпаття (1940-1942).

## Життєпис
Народився у 1914 в селі Малий Березний (тепер Великоберезнянського району Закарпатської області).

### Співзасновник ОУН в Карпатській Україні
1 січня 1940 рік в селі Великі Лучки на Мукачівщині була зібрана нова крайова екзекутива. Андрій Цуга став крайовим провідником.  Дмитро Бандусяк організаційним референтом, Михайло Орос підреферентом юнацтва, Василь Потушняк референтом пропаганди (згодом пост перейняв Степан Пап), а Іван Романець референт по ідеології. Членами крайового проводу також були обрані Михайло Габовда та Михайло Кіштулинець.

### У боротьбі проти угорських окупантів
У 1942 заарештований угорською поліцією, перебував в ув'язненні із сотнями патріотів у замку Ковнера в Мукачево. У рамках ковнерівського процесу засуджений до тюремного ув'язнення. Звільнений у 1944 після перевороту Ференца Салаші разом з Дмитром Бандусяком.

### Відновлення діяльностіОУН
Поновити організацію ОУН було вирішено у грудні 1944 року. У січні 1945 було проведено нараду крайового проводу ОУН, на якому призначено керівництво, яке очолив Дмитро Бандусяк, а його заступником і військовим референтом призначено Андрія Цугу.   
Друга нарада відбулася в кінці березня або на початку квітня 1945 року в лісі на окраїні Хусту. Її провів Андрій Цуга, який розпорядився, щоб кожен член крайового проводу прозвітував про свою діяльність за два з половиною місяці. Було замінено І. Немеша на посаді господарського референта, яку обійняв Георгій Бандусяк. А I. М. Немешу було надано завдання встановити контакти з центральним проводом ОУН і розшукати Дмитра Бандусяка, який виїхав на територію Галичини.
Взимку (у грудні) 1945 Андрій Цуга попав у засідку на явочній квартирі у селі Старе Давидково, поряд із Мукачево. Поранений зумів вирватись та добратись до Мукачівського монастиря оо. Василіян, де невдовзі помер. 